# Molnár Ágoston
Leveleki Molnár Ágoston (Levelek, 1808. október 8. (keresztelés) – Kis-Besenyőd tanya, 1890. szeptember 16.) főhadnagy, Szabolcs megyei földbirtokos.

## Életútja
Molnár György és gr. Lázár Katalin fiaként született. 1830-ban feleségül vette báji Patay Piroskát aki elhunyt Debrecenben, 1862-ben. Később összeházasodott Libera Gizella énekesnővel, akivel 1866. május 2-án tartották kézfogójukat. 1849. június 18-tól (április 10.) főhadnagy volt a Szabolcs megyében alakult védzászlóaljnál. 1890-től Nádudvaron élt, s tagja volt a Szabolcs megyei Honvédegyletnek. A magyar színügynek igaz, lelkes barátja volt, egész életén át rajongott a művészetért. A színészeket bőkezűen támogatta. Halálát tüdőszélhűdés okozta, a kisbesenyődi tanyán helyezték nyugalomra.